# Matthias Thumser

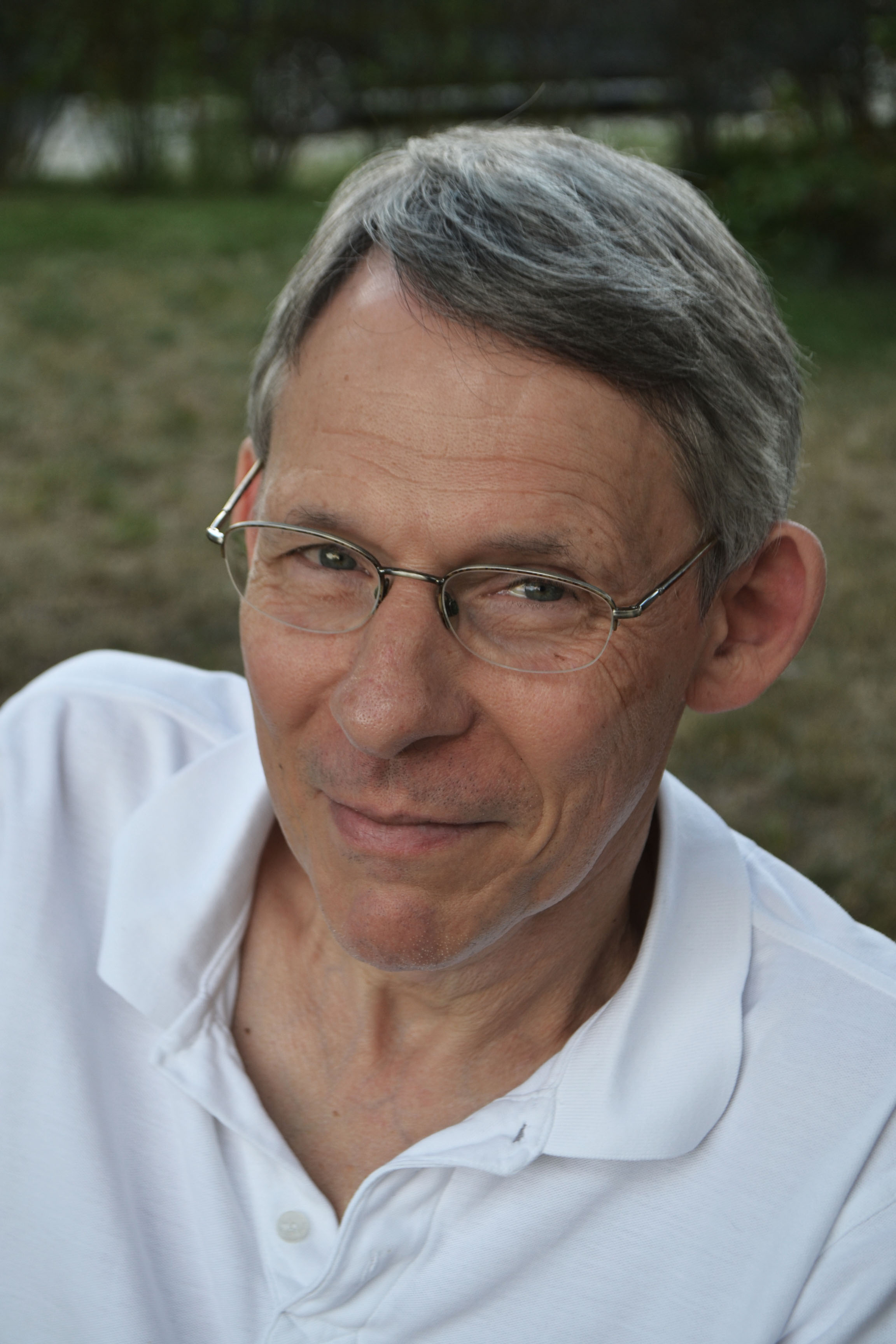
Matthias Thumser, 2018

Matthias Thumser (* 24. September 1953 in Hof) ist ein deutscher Historiker.

Matthias Thumser studierte Geschichte, Germanistik und Geographie an der Universität Würzburg. Von 1981 bis 1992 war er wissenschaftlicher Mitarbeiter und Hochschulassistent an der Universität Marburg bei Jürgen Petersohn. Im Jahr 1986 wurde er bei Otto Meyer promoviert. Seine Habilitation erfolgte 1992 in Marburg mit einer Arbeit über Rom und den römischen Adel in der späten Stauferzeit. Von 1994 bis 1997 war Thumser wissenschaftlicher Mitarbeiter in Marburg und Gießen. Von 1998 bis 2018 lehrte er in der Nachfolge von Dietrich Kurze als Professor für Mittelalterliche Geschichte an der Freien Universität Berlin. Zu seinen akademischen Schülern gehört unter anderem Andreas Fischer.
Im Jahre 1996 wurde ihm der Wissenschaftspreis der Stauferstiftung Göppingen verliehen. Im Jahre 2007 wurde Thumser als Nachfolger von Gert von Pistohlkors Vorsitzender der Baltischen Historischen Kommission.
Seine Forschungsschwerpunkte sind das Papsttum und Rom im Hoch- und Spätmittelalter, die Briefkultur im 13. Jahrhundert und Livland im Mittelalter. Thumser leitet Forschungsprojekte zur Briefsammlung des Thomas von Capua, zu den Briefen Papst Clemens’ IV. und zum Liv-, Est- und Kurländischen Urkundenbuch (1472–1494). Er legte 2022 die Epistole et dictamina Clementis pape quarti mit 556 Briefen zum gesamten Pontifikat Papst Clemens’ IV. vor. Von den 18 Textzeugen aus dem 14. und 15. Jahrhundert wurden neun für die Ausgabe berücksichtigt. Damit hat Thumser erstmals eine der großen kurialen Briefsammlungen des späteren Mittelalters vollständig in kritischer Edition erschlossen und den veralteten Druck der beiden Mauriner Edmond Martène und Ursin Durand aus dem Jahr 1717 ersetzt.

## Schriften (Auswahl)
Monografien
- Rom und der römische Adel in der späten Stauferzeit (= Bibliothek des Deutschen Historischen Instituts in Rom. Bd. 81). Niemeyer, Tübingen 1995, ISBN 3-484-82081-0 (Zugleich: Marburg, Universität, Habilitations-Schrift, 1992).
- Hertnidt vom Stein (ca. 1427–1491). Bamberger Domdekan und markgräflich-brandenburgischer Rat. Karriere zwischen Kirche und Fürstendienst (= Veröffentlichungen der Gesellschaft für Fränkische Geschichte. Reihe 9: Darstellungen aus der fränkischen Geschichte. Bd. 38). Degener, Neustadt an der Aisch 1989, ISBN 3-7686-9103-9 (Zugleich: Würzburg, Universität, Dissertation, 1985/1986).

Quelleneditionen
- Epistole et dictamina Clementis pape quarti. Das Spezialregister Papst Clemens’ IV. (1265–1268) (= Briefe des späteren Mittelalters. Bd. 4). Harrassowitz, Wiesbaden 2022, ISBN 978-3-447-11748-7.
- mit Madlena Mahling, Klaus Neitmann: Liv-, Est- und Kurländisches Urkundenbuch. Erste Abteilung. Bd. 13: 1472–1479. Böhlau, Köln u. a. 2018, ISBN 978-3-412-50766-4.

Herausgeberschaften
- mit Kadri-Rutt Hahn, Eberhard Winkler: Estnisches Mittelalter. Sprache – Gesellschaft – Kirche (= Schriften der Baltischen Historischen Kommission. Bd. 20). LIT, Münster u. a. 2015, ISBN 978-3-643-13259-8.
- Geschichtsschreibung im mittelalterlichen Livland (= Schriften der Baltischen Historischen Kommission. Bd. 18). Lit, Berlin u. a. 2011, ISBN 978-3-643-11496-9 (Rezension).
- mit Tanja Broser, Andreas Fischer: Kuriale Briefkultur im späteren Mittelalter. Gestaltung – Überlieferung – Rezeption (= Forschungen zur Kaiser- und Papstgeschichte des Mittelalters. Bd. 37). Böhlau, Köln u. a. 2015, ISBN 978-3-412-22498-1.
- mit Annegret Wenz-Haubfleisch und Peter Wiegand: Studien zur Geschichte des Mittelalters. Jürgen Petersohn zum 65. Geburtstag. Theiss, Stuttgart 2000, ISBN 3-8062-1448-4.
- Schriftkultur und Landesgeschichte. Studien zum südlichen Ostseeraum vom 12. bis zum 16. Jahrhundert (= Mitteldeutsche Forschungen. Bd. 115). Böhlau, Köln u. a. 1997, ISBN 3-412-05697-9.